# Juvigny-le-Tertre
Juvigny-le-Tertre foi uma comuna francesa na região administrativa da Normandia, no departamento Mancha. Estendia-se por uma área de 7,49 km². Em 2010 a comuna tinha 1 736 habitantes (densidade: 231,8 hab./km²).
Em 1 de janeiro de 2017, passou a formar parte da nova comuna de Juvigny les Vallées.